# 吉田正光
吉田正光（日语：／ Masamitsu Yoshida，1904年5月30日—2016年10月29日），日本超級人瑞，享壽112岁152天。
2016年1月19日，世界最長壽男性小出保太郎過世，吉田正光成為日本在世最長壽男性，同時也是世上在世第二長壽男性，僅次於伊斯雷爾·克里斯塔爾。
2016年5月11日，吉田以111岁348天，經確認出生資料，被列入吉尼斯世界纪录承認老年學研究組織的超級人瑞名單中。
2016年10月29日病逝後由1905年出生野中正造繼任日本在世最長壽男性。

## 延伸閱讀
- 获验证的最长寿者列表